# London - Live
London - Live é o primeiro álbum ao vivo da cantora australiana Natalie Imbruglia. Foi gravado na casa de concertos  Shepherd's Bush Empire, em Londres, no Reino Unido, onde Natalie tocou em 2022, como parte da Left of the Middle 25th Anniversary Tour. O álbum foi lançado em 22 de novembro de 2024, nos formatos streaming, download digital, CD e disco de vinil. No entanto, esteve à venda previamente nos locais da turnê conjunta da cantora com a banda The Corrs pelo Reino Unido e Irlanda, durante as primeiras semanas de novembro.

## Gravação
Em fevereiro de 2022, Natalie anunciou uma nova turnê, em comemoração aos 25 anos do lançamento de seu primeiro álbum Left of the Middle, com uma série de shows no mês de outubro no Reino Unido. Após o término da turnê, a cantora revelou intenções de lançar um álbum ao vivo, gravado durante a mesma.
O álbum foi mixado durante todo o ano de 2023 e anunciado apenas dois anos depois da turnê, em outubro de 2024. O material registra o show realizado em 12 de outubro de 2022 no Shepherd's Bush Empire, em Londres. Este foi o segundo show da turnê, iniciada em 10 de outubro, em Bristol, na Inglaterra.

## Lançamento
O álbum foi publicado pelo selo britânico Edsel Records, parte da Demon Music Group. Antes do lançamento, a cantora realizou diversas apresentações pelo Reino Unido e Irlanda com a banda The Corrs, onde o álbum esteve disponível previamente para compra. Não houve lançamento de single ou qualquer música de trabalho para a promoção do material na mídia, embora a cantora tenha divulgado o álbum com uma série de vídeos especiais em seu canal oficial no YouTube.

## Faixas
1. What It Feels Like
2. Wrong Impression
3. Wishing I Was There
4. Nothing Missing
5. Shiver
6. City
7. Smoke
8. Pigeons and Crumbs
9. Firebird
10. One More Addiction
11. Leave Me Alone
12. Impressed
13. Just Like Old Times
14. Big Mistake
15. Torn
16. Left of the Middle
17. Build It Better
18. Something Better

## Paradas musicais
O álbum teve seu melhor desempenho comercial no Reino Unido, onde atingiu o Top 40 das paradas. No Brasil, ele chegou à posição #3 das vendas digitais, em abril de 2025.
| Parada semanal (2024)              | Posição |
| ---------------------------------- | ------- |
| Austrália (Independent Albums)     | 18      |
| Brasil (iTunes Chart)              | 3       |
| Escócia (Official Scottish Albums) | 44      |
| Suíça (Schweizer Hitparade)        | -       |

| Reino Unido (UK Music Charts) | Posição |
| ----------------------------- | ------- |
| UK Independent Albums Chart   | 11      |
| UK Albums Sales Chart         | 34      |
| UK Physical Albums Chart      | 34      |
| UK Album Downloads Chart      | 71      |
| UK Albums Chart Update        | 62      |
| UK Record Store Chart         | 5       |